# Rio di Sant'Andrea (Cannaregio)
Ne doit pas être confondu avec Rio di Sant'Andrea (Santa Croce).
Le rio de Sant'Andrea (aussi appelé dei Sartori: canal des tailleurs) est un canal de Venise dans le sestiere de Cannaregio en Italie.

## Origine

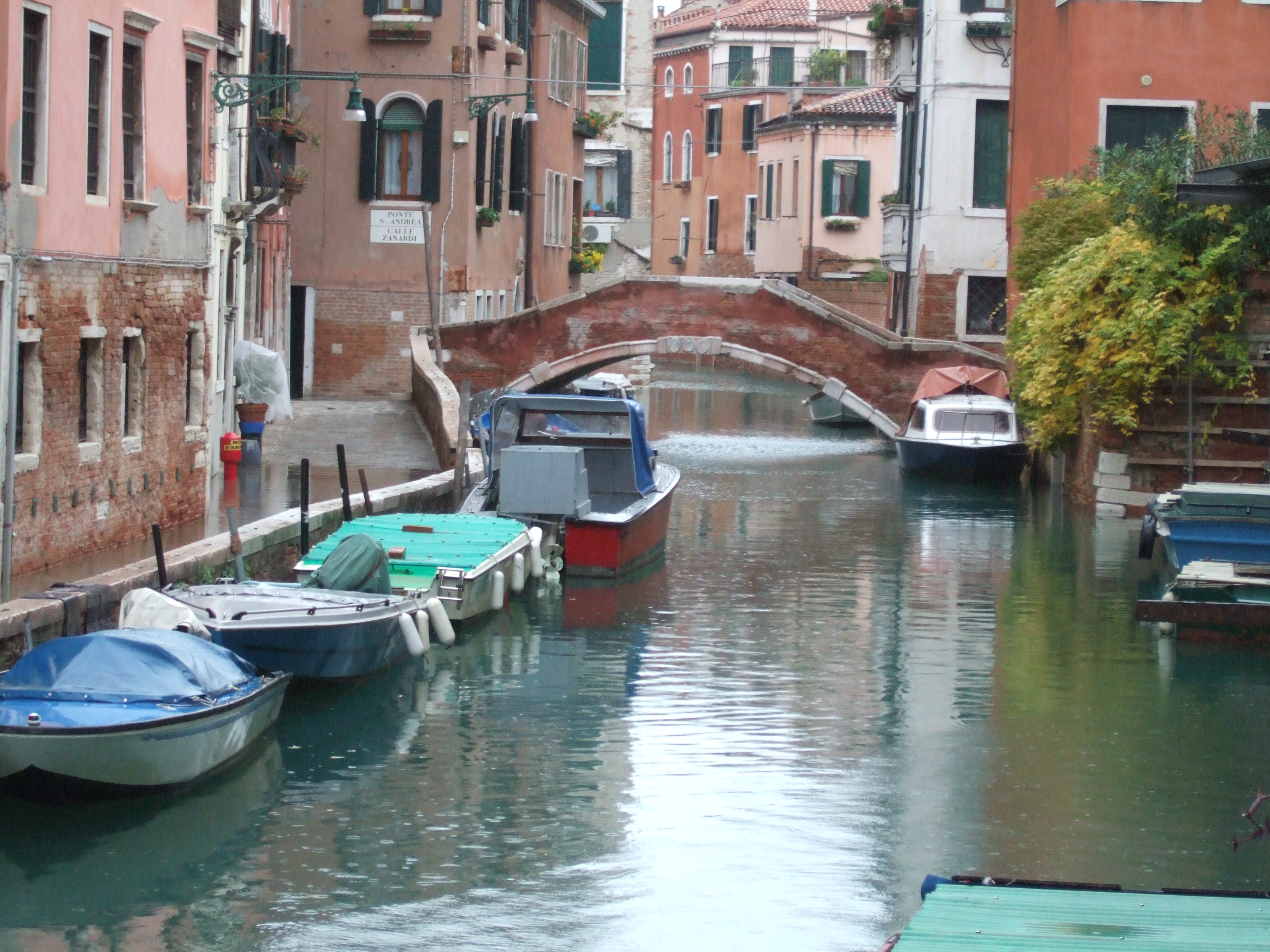
Rio di Sant'Andrea.

### L'art des Sartori
Reconnu en 1391, l'art des sartori (ou sarti) réunissait les artisans dont l'ordre est le plus ancien entre les Capitulaires des métiers connus. Ils avaient 17 maisons autour de ce rio. Ils furent divisés en trois catégories: les sarti da veste, sarti da ziponi et sarti da calze. Ses patrons étaient Sant'Omobono Tucenghi et Sainte Barbara. Leur lieu de dévotion furent les Gesuiti. Pendant la République, la zone la plus renommée pour les boutiques de couture se trouvait près de l'Église de San Giacomo di Rialto. La statistique de 1773 comptait 279 capimaestri, 2 garçons, 200 ouvriers, 300 maîtres et 172 boutiques.

## Description
Le rio de Sant'Andrea - dei Sartori a une longueur de 113 m. Le rio de Sant'Andrea part du Rio de la Racheta vers l'est-sud-est pour se terminer dans le rio dell'Acqua Dolce.

## Situation
- Ce rio longe le Fondamenta de Sant'Andrea.
- Le rio est relié au rio de Santa Sofia par le riello de Santa Sofia.
- Ce canal longe :
  - le palais Albrizzi.

## Ponts
Ce canal est traversé par deux ponts, d'est en ouest:
- Ponte Sant'Andrea reliant Calle Zanardi et Ruga dei Do Pozzi
- Ponte Corrente. Toponymie :  corrente car guidant vers un point anciennement nommé calle corrente di Campo dell'Erba. Il relie la calle éponyme au Fondamenta Sant'Andrea.

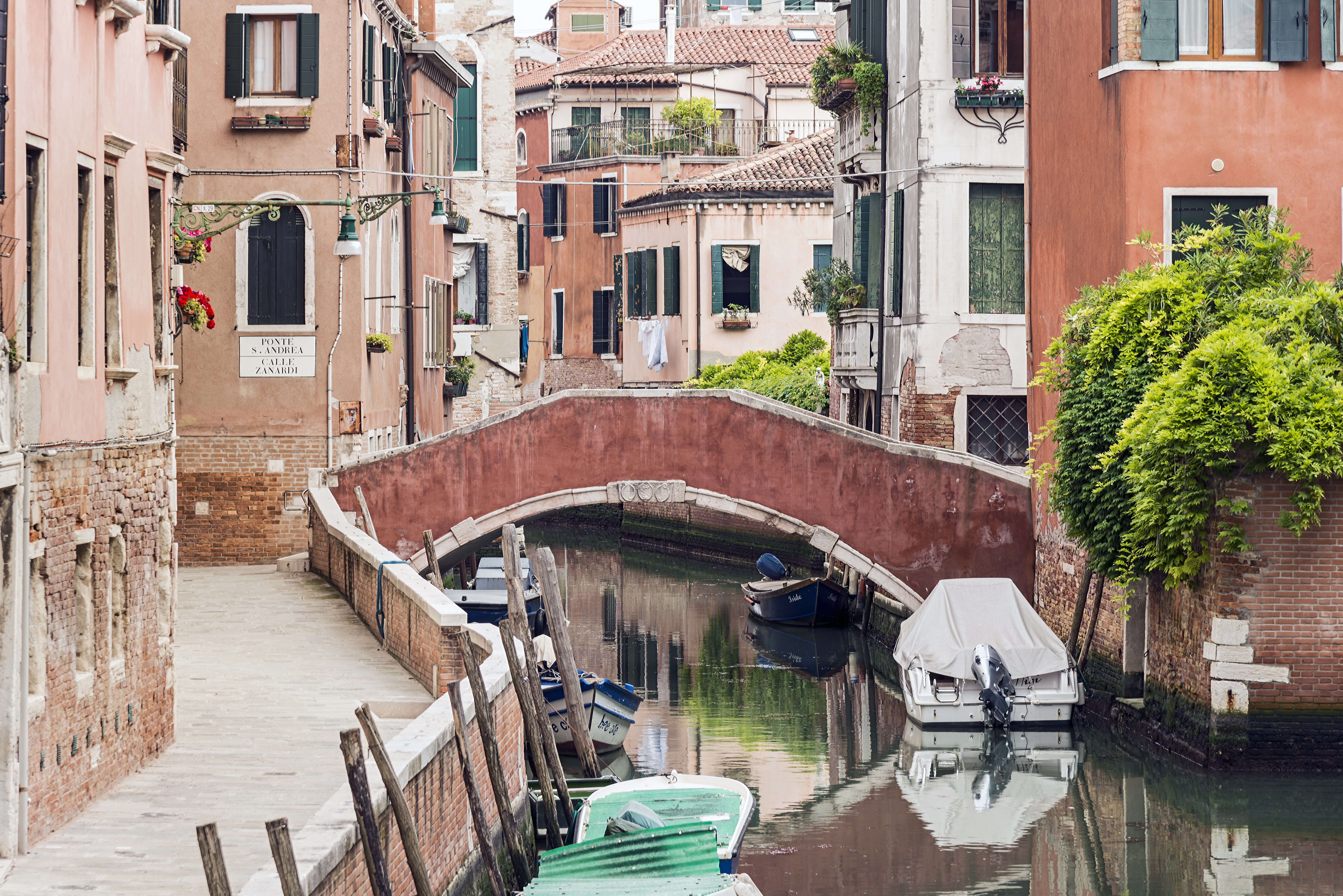
Ponte Sant'Andrea
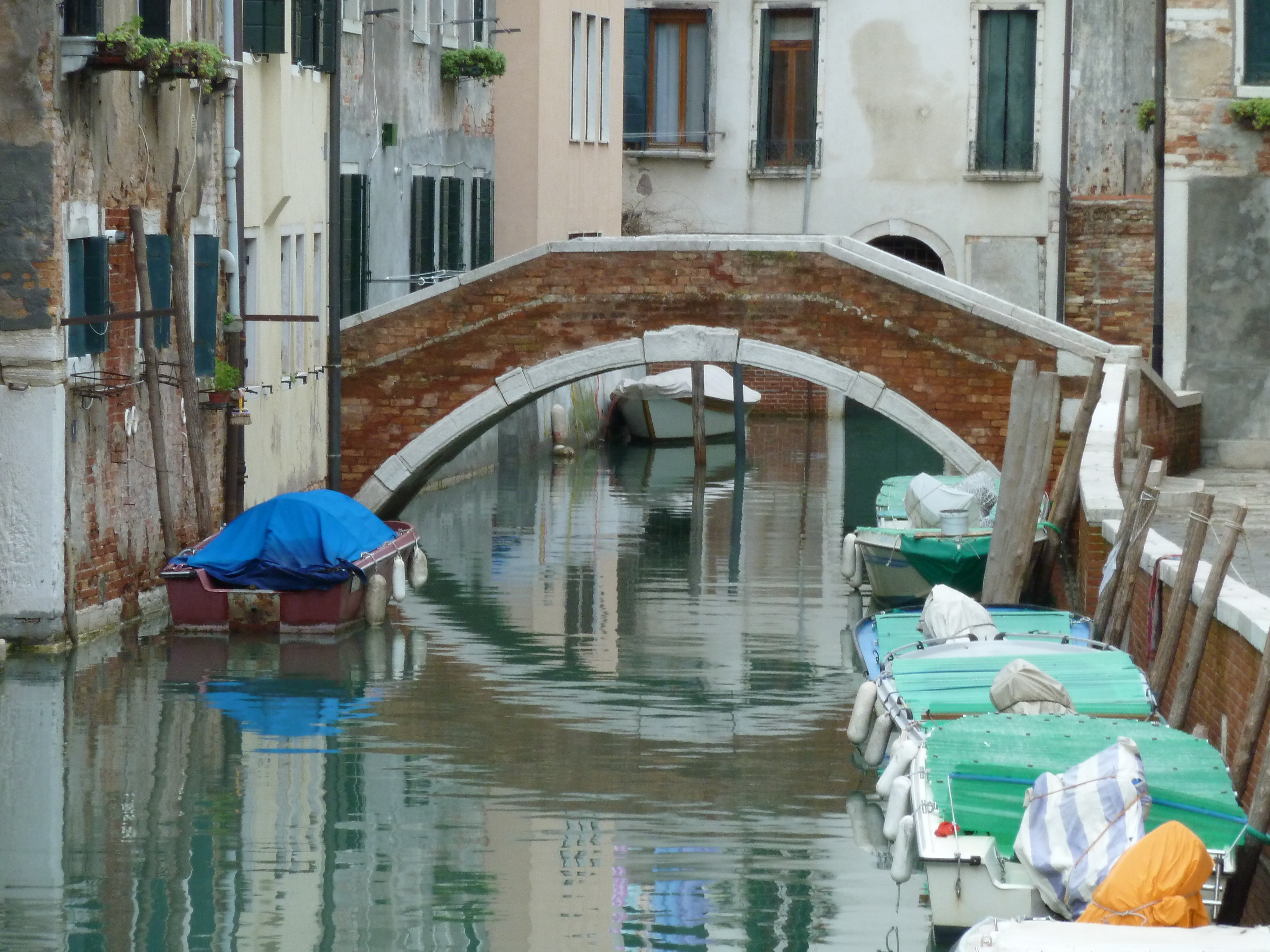
ponte Corrente[1] reliant la calle éponyme et Fondamenta Sant'Andrea